# 龙池镇 (蒲城县)
龙池镇，是中华人民共和国陕西省渭南市蒲城县下辖的一个乡镇级行政单位。

## 行政区划
龙池镇下辖以下地区：
龙池村、金星村、五四村、康家村、屈家村、东社村、张家村、七一村、埝城村、武家村、钤铒村、城南村、晋城村、车杜村、五更村、重泉村和平头村。